# Federico II di Altena
Federico II di Altena conosciuto come Federico di Isenberg; in tedesco: Friedrich von Isenberg (1193 – Colonia, 15 novembre 1226) fu conte di Altena, nell'attuale Germania, dal 1205 alla sua morte.

## Origine
Federico, secondo la Chronica Comitum de Marka, era il figlio secondogenito del contea di Altena, Arnoldo I (erroneamente citato come Evherardus), e della moglie, Matilde di Styrum, citata (uxoris sue illustris matrone Methildis) assieme al marito (frater noster germanus Arnoldus comes in Althena) da Adolfo, arcivescovo di Colonia, nel documento nº 643 del Niederrheins Urkundenbuch, Band IV.

Secondo la Chronica Comitum de Marka, Arnoldo I di Altena (erroneamente citato come Evherardus) era il figlio primogenito del primo conte della contea di Altena, Eberardo I e della moglie, Adelaide di Amsberg, come viene confermato dalle Europäische Stammtafeln VI, 3 (non consultate), che ancora secondo le Europäische Stammtafeln VIII, 37 (non consultate), era figlia del conte Goffredo di Amsberg e della moglie Ida di Amsberg.

## Biografia
Di suo padre, Arnoldo, non si conosce l'anno esatto della morte; secondo la Chronica Comitum de Marka, morì nel 1205.
Sempre secondo la Chronica Comitum de Marka, ad Arnoldo (sempre erroneamente citato come Evherardus) succedette il figlio, Federico, passato alla storia come Federico di Isenberg.
Con l'appoggio dell'imperatore, Federico II di Svevia un suo cugino, Engelberto di Berg, nel 1216, fu eletto arcivescovo di Colonia, come ci viene confermato dal Cæsarii Heisterbacensis Catalogus Archiepiscopum Coloniensium 94-1230, e, nel 1218, era divenuto anche conte di Berg. Engelberto aveva conquistato il rispetto e l'affetto dei fedeli per la dedizione alla difesa dei diritti della comunità diocesana. Tuttavia i mezzi profusi per il raggiungimento degli obiettivi prefissati, compreso l'intervento militare, la fedeltà al papa e all'imperatore, e la difesa intransigente della legge e la difesa dei diritti delle persone e delle istituzioni religiose, lo portarono spesso in conflitto con la nobiltà.

Federico si era schierato ben presto con la nobiltà che si opponeva alla politica aggressiva degli arcivescovi di Colonia.
Federico, che a quanto pare, aveva abusato della sua posizione per frodare le suore di un'abbazia di Essen di cui era balivo, era stato portato in tribunale dal cugino Engelberto. Engelberto fu ucciso mentre ritornava con Federico a Colonia da Soest, dove avevano partecipato a un'udienza giudiziaria; la morte di Engelberto viene citata negli Annales Spirenses e nella Chronica Minor Auctore Minorita Erphordiensi, in cui viene citato anche il nome di Federico di Isenberg, ed infine riportata per esteso dalla Chronica Albrici Monachi Trium Fontium. Il corpo di Engelberto fu portato a Colonia sopra un carro di letame; quando fu esaminato si contarono quarantasette ferite. Non si sa se l'uccisore sia stato il solo Federico. Si ritiene che dietro l'uccisione di Engelberto ci sia stato un intero gruppo di nobili scontenti, secondo i quali l'arcivescovo rappresentava una grave minaccia ai loro interessi; anche la Chronica Comitum de Marka, riporta l'avvenimento, riferendo che Federico fu aiutato dai fratelli, Teodorico, vescovo di Münster, e Engelberto, vescovo di Osnabrück, spinti dal cognato di Federico, Enrico.
La Chronica Comitum de Marka, riporta che Federico fu scomunicato e, sia l'imperatore, Federico II, che il re dei Romani, Enrico, condannarono l'omicidio e privarono Federico ed i suoi eredi dei titoli e occuparono tutti i suoi domini, distruggendo il castello di Isemberg.

la Chronica Albrici Monachi Trium Fontium riporta che Federico fuggì a Roma, dove rimase circa un anno; poi, come un mercante, tornò al Nord, ma nella zona di Liegi fu riconosciuto da Baldovino di Jeneffe, fatto prigioniero e, venduto, a caro prezzo alla diocesi di Colonia; trasferito a Colonia fu trascinato per tutta la città e poi sottoposto al supplizio della ruota; al momento della sua morte fu intonato un Te Deum; anche la Chronica Comitum de Marka, riporta la cattura e l'esecuzione di Federico, mediante la ruota.
Secondo la Allgemeine Deutsche Biographie, quando il cugino, Adolfo I, seppe della confisca dei beni di Federico ne approfittò per ampliare la sua parte della contea di Altena, cominciando a prendere la denominazione di Contea di Mark.
Dopo che Federico era stato messo al bando, la moglie Sofia con i figli si rifugiò presso il padre ed il fratello, e quest'ultimo aiutò il nipote, Teodorico, a riconquistare parte dei domini paterni.

## Matrimonio e discendenza
Federico aveva sposato Sofia di Limburgo, come ci viene confermato dal documento n° CLXII della Histoire du Limbourg, vol VI: Codex diplomaticus Valkenburgensis. in cui il figlio di Sofia (Teodorico) si definisce figlio della sorella del duca Enrico IV, era quindi figlia del conte consorte di Lussemburgo, Duca di Limburgo e Conte di Arlon, Valerano III e della moglie, Cunegonda di Lorena.

Federico da Sofia ebbe sei figli: 
- Teodorico (1215 circa, † 1301), ultimo conte di Altena e Isenberg, poi primo conte Limburgo, come da documento n° CLXVI della Histoire du Limbourg: Codex diplomaticus Valkenburgensis (Engelbertus…Osnabrugensis episcopus)[18];
- Federico (1220 circa, † dopo il 1243)[18];
- Elisabetta (1220 circa, † dopo il 1275), sposata con Teodorico II conte di Mors, come da documento nº 471 del Niederrheins Urkundenbuch, Band II[19];
- Sofia (1222 circa, † dopo il 1292), sposata con Enrico III di Volmestein
- Agnese (1225 circa, † dopo il 1282), sposata con Burcardo III de Broich
- una figlia, sposata con Giovanni I conte di Sponheim e Sayn.

### Fonti primarie
- (LA)  Urkundenbuch für die Geschichte des Niederrheins, Volume 2.
- (LA)  Urkundenbuch für die Geschichte des Niederrheins, Volume 4.
- (LA)  Monumenta Germaniae Historica, tomus XVII.
- (LA)  Monumenta Germaniae Historica, tomus XXIII.
- (LA)  Monumenta Germaniae Historica, tomus XXIV.
- (LA)  Fontes rerum Germanicarum, Volume 2.
- (LA)  Monumenta Germaniae Historica, Scriptores rerum Germanicarum, Nova series, tomus VI.

### Letteratura storiografica
- (DE)  Eberhard I. (Graf von Altena und Mark), da Allgemeine Deutsche Biographie
- (LA)  Histoire du Limbourg, vol VI: Codex diplomaticus Valkenburgensis.